# Словесный портрет

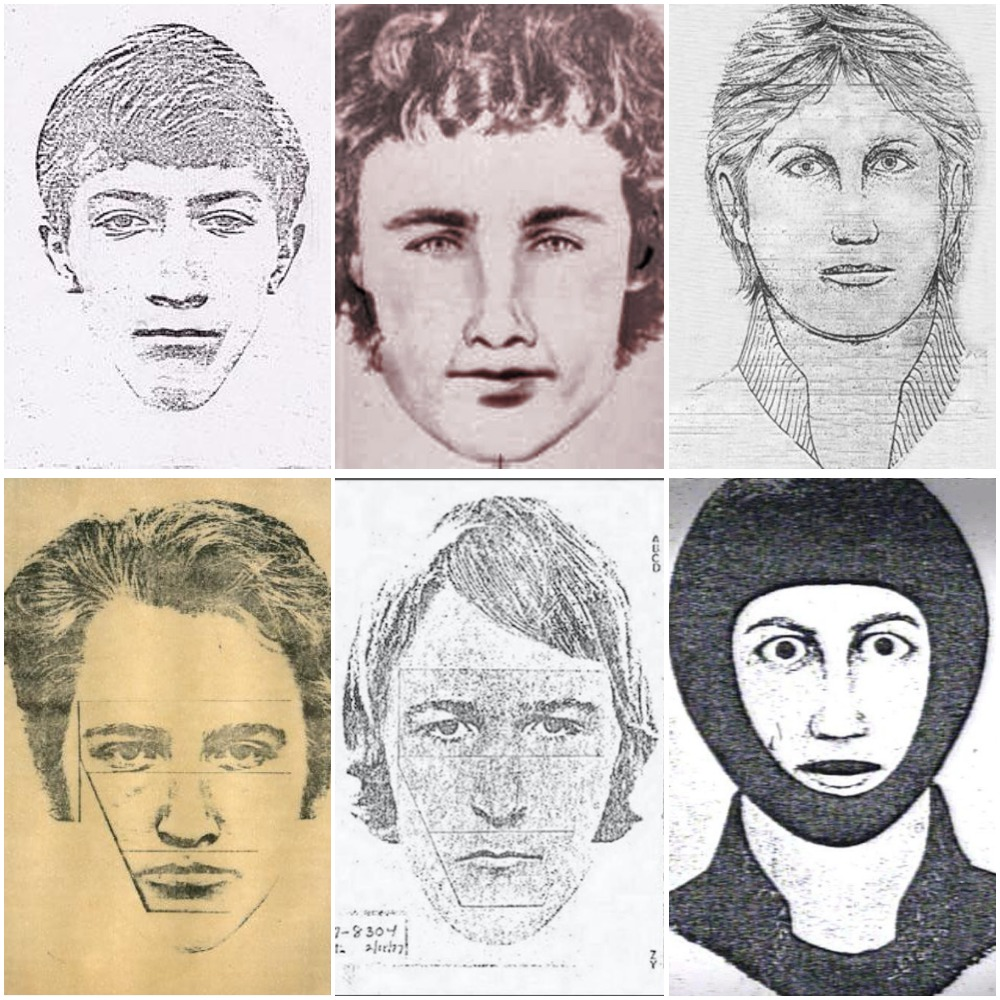
Шесть разных ориентировок на одного и того же преступника — Джозефа Деанджело — на основании словесных портретов, составленных по показаниям разных пострадавших

Словесный портрет — принятая в криминалистике система описания внешности человека с помощью стандартизованного набора характеристик. Первоначально разработана французским криминалистом Бертильоном, впоследствии усовершенствована и упрощена Рейссом. Представляет собой текстовое описание, составленное в определённом порядке с использованием унифицированной терминологии и содержащее сведения об основных видимых анатомических и функциональных признаках, по которым данное лицо может быть выделено из числа прочих и опознано. Применяется в криминалистической регистрации, для розыска и идентификации скрывающихся и пропавших без вести лиц, а также при идентификации трупов.
Иногда выражение может применяться и к словесному описанию внешности человека, выполненному не в соответствии с формальными правилами построения словесного портрета.

## Основные принципы
Словесным описанием внешности человека пользовались во все времена, однако основная проблема такого описания состоит в его не всегда достаточной информативности и однозначности. Не всегда в описании содержится достаточно сведений для однозначного выделения описываемого лица из окружающих, а автор описания и тот, кто им пользуется, могут вкладывать различный смысл в одни и те же слова, используемые при описании, что приводит к ошибкам. Кроме того, словесное описание, выполненное в произвольной форме, крайне неудобно для создания картотеки, пригодной для поиска. Французский криминалист Альфонс Бертильон, разработавший во второй половине XIX века широко известную систему идентификации преступников путём измерения размеров частей их тела (известной как «бертильонаж»), предложил стандартизовать набор признаков, который должно содержать словесное описание, и применяемую в описании терминологию, с тем, чтобы исключить влияние личных особенностей и восприятия свидетеля на точность идентификации. Развитие методики Бертильона и привело к появлению того словесного портрета, которым пользуются до настоящего времени.
Полный словесный портрет содержит следующие сведения:
- Анатомические (общефизические) признаки характеризуют собственно тело человека и включают пол, возраст, расовый тип, рост, комплекцию, относительные размеры основных частей тела, особенности строения частей тела, такие как, например, форма ушной раковины.
- Функциональные признаки описывают особенности, проявляющиеся в движении, такие как походка, осанка, мимика, привычная жестикуляция, особенности произношения.
- Особые приметы описывают те анатомические или функциональные признаки, которые резко индивидуальны или характерны для относительно небольшого числа людей, такие как явные врождённые или приобретённые уродства, шрамы, бородавки, татуировки, отсутствие частей тела, явная несоразмерность парных частей тела (например, резко различающаяся длина ног), заметная хромота.
- Дополнительные внешние признаки, такие как одежда, украшения, носимые аксессуары (очки, зонт, трость, сумочка), манера носить одежду, соответствие размеров одежды размерам тела и прочее.

Для каждого признака разработан набор словесных характеристик, позволяющий с приемлемой точностью указать значение признака. Размерные признаки могут указываться относительно некоторого «среднего». Например, средним для мужчины считается рост 168—175 см, соответственно, «низким» и «высоким» будет рост ниже нижней и выше верхней границы среднего. Размеры отдельных частей тела (лица) характеризуются в сравнении с другими частями тела (лица). Показатель «средний» соответствует наиболее типичным пропорциям описываемой части тела с другими частями, «маленький», «очень маленький», «большой» и «очень большой» указывают на непропорционально малые или большие размеры по отношению к другим частям тела.
Особые приметы имеют повышенную ценность в качестве идентифицирующих признаков, поэтому они описываются как можно подробнее.
Для удобства построения словесного портрета могут использоваться специальные бланки с перечислением требуемых параметров и возможных значений характеристик, или даже атласы, наглядно представляющие вид частей тела с указанием соответствующих терминов. Последние особенно удобны, когда необходимо составить словесный портрет со слов свидетелей.

## Порядок описания и характеристики отдельных признаков внешности
Порядок описания словесного портрета идёт по принципу «от общего к частному», от организма в целом к отдельным деталям. Максимально подробно описывается голова, отдельно — лицо. Сначала описываются анатомические признаки, затем функциональные, отдельно — особые приметы, последними — дополнительные. Не все из перечисленных признаков используются во всех случаях.

### Общие характеристики
1. Пол.
2. Возраст. Указывается либо «на вид столько-то лет», либо в следующих градациях: детский — до 12 лет, подростковый — от 12 до 16 лет, юношеский — от 17 до 21, молодой — от 22 до 35, средний — от 36 до 60, пожилой — от 61 до 75, старческий — 76 и более.
3. Расовая и национальная принадлежность. Расовый тип и национальность «на вид», например, «похож на цыгана», «.. на китайца». Важно понимать, что в данном случае существенно не точное определение реальной национальности описываемого, а указание того национального и/или расового типа, на типичного представителя которого он похож внешне.

### Тело в целом
1. Рост. Указывается либо примерный диапазон роста «на глаз», например «около 170 см», либо словесное определение по шкале: «низкий-средний-высокий». Конкретные показатели для этой шкалы по разным источникам несколько различаются. Один из вариантов, принятый в МВД России[1]: для мужчины низкий рост — ниже 165 см, средний — 165—175 см, высокий — более 175 см. Для женщин низкий рост — до 155 см, средний — 155—165 см, высокий — выше 165 см. Рост менее 1 м — «карлик», более 2 м — «великан». Иногда также используются определения «очень низкий», «очень высокий» (когда рост отличается от среднего очень сильно, на 15-20 см и более в меньшую или большую сторону) и «немного выше/ниже среднего» (когда рост «на глаз» отличается от среднего, но крайне незначительно)
2. Телосложение. По скелету и мускулатуре может быть слабое, среднее, коренастое, атлетическое, по полноте: худощавый, средней упитанности, полный, тучный. Здесь же указывается сутулость.

### Голова
1. Размер. Малая, средняя, большая.
2. Высота черепа. Низкий, средний, высокий.
3. Форма (по теменной части). Плоская, куполообразная, яйцевидная;
4. Затылок. Плоский/выпуклый, вертикальный/скошенный/выступающий.

### Лицо
1. Тип. Европейский, азиатский, еврейский, монгольский, кавказский и т. д.
2. Форма. Округлая, овальная, треугольная, прямоугольная, квадратная, ромбовидная.
3. Соотношение размеров. Удлинённое, среднее, широкое.
4. Полнота. Худощавое, средней полноты, полное.
5. Особенности кожи лица. Особенности цвета (например, румяное), пигментация, прожилки, рубцы, веснушки, морщины, ямочки, выступающие скулы, прыщи, обрюзгшее (обвисающая кожа).

#### Лоб
1. Высокий, средний, низкий.
2. Широкий, средний, узкий.
3. Прямой, выпуклый, вогнутый
4. Скошенный, вертикальный, выступающий
5. Особенности. Лобные бугры и ямки, резко выраженные надбровные дуги.

#### Брови
1. Длина. Короткие, средние, длинные, очень длинные.
2. Ширина (высота). Узкие, средние, широкие, очень широкие.
3. Густота. Редкие, средние, густые.
4. Форма и расположение на лице. Горизонтальные, скошенные наружными концами вверх, вниз.
5. Расположение относительно края глазной орбиты. Высокие, средние, низкие.
6. Цвет. Тёмные, светлые, рыжие, седые.
7. Особенности. Отсутствие бровей, кустистые, сросшиеся, асимметричные и т. д.

#### Глаза
1. По положению глазной щели. Горизонтальные, косонаружные, косовнутренние.
2. Размер. Большие, средние, малые.
3. Треугольные, щелевидные, миндалевидные, округлые, овальные.
4. Выпуклые, впалые, нормальные.
5. Цвет. Голубые, серые, зеленоватые, карие, чёрные.
6. Форма внутренних углов глаз. Округлые, заострённые.
7. Особенности и аномалии. Косоглазие, бельмо, протез, разноцветность, радужка с пятнами иного цвета, радужка с сероватой каймой.

#### Нос
1. По длине. Длинный, средний, короткий.
2. По высоте (в профиль). Большой, средний, малый.
3. Ширина. Широкий, средний, узкий.
4. Переносица. Ширина — широкая, средняя, малая. Глубина — малая, средняя, большая.
5. Форма спинки носа. Прямая, вогнутая, выпуклая, извилистая.
6. Основание носа. Горизонтальное, опущенное, приподнятое.
7. Кончик. Округлый, заострённый.
8. Крылья носа. Приподнятые, опущенные, средние.
9. Контур ноздрей. Овальный, треугольный, щелевидный.
10. Величина ноздрей. Большие, средние, малые.
11. Особенности. Очень широкий/узкий/выступающий, искривлённый, оттенок цвета отличается от остальной кожи лица (красноватый, синеватый и пр.).

#### Рот
1. Большой, средний, малый.
2. Форма. Прямой, углы приподняты/опущены.
3. Особенности. Приоткрытый, запавший, асимметричный и пр.

#### Губы
1. Толстые, средние, тонкие.
2. Выступающие, втянутые (одна верхняя, одна нижняя), выступание отсутствует.
3. Ширина каймы губ. Большая, средняя, малая.
4. Форма контура верхней губы. Прямой, извилистый, овальный.
5. Особенности. «Заячья губа», вывернутая верхняя губа, потрескавшиеся.
6. Цвет. Ярко-красные, бледные, синеватые и пр.

#### Подбородок
1. Высокий, средний, низкий.
2. Широкий, средний, узкий.
3. Форма в профиль. Прямой, выступающий, скошенный.
4. Форма (в фас, по контуру нижнего края). Овальный, треугольный, квадратный.
5. Особенности. Ямка, раздвоенность, поперечная борозда, «двойной», отвислый и пр.

### Уши
Точное и подробное описание ушей имеет большую идентификационную ценность, так как разнообразие строения ушей у разных людей очень велико, у конкретного человека оно сохраняется всю жизнь, а изменить его без хирургического вмешательства невозможно. Также существенно то, что уши, как правило, можно без труда подробно рассмотреть, находясь сбоку от описываемого (в толпе, в зале и пр.) и не обращая на себя его внимания.
1. Величина ушной раковины. Большая, средняя, малая.
2. Форма ушной раковины. Прямоугольная, треугольная, круглая, овальная.
3. Наклон. Вертикальная, скошенная назад, наклонённая вперёд.
4. Прилегание (оттопыренность). Верхнее, нижнее, общее.
5. Особенности. Асимметричность ушей по размерам и/или форме.
6. Величина мочки уха. Большая, средняя, малая.
7. Форма мочки уха. Закруглённая, треугольная, овальная, прямоугольная.
8. Особенности строения мочки уха. Слитая со щекой, наличие и направление складок, проколы.
9. Противокозелок по положению. Горизонтальный, скошенный.
10. Противокозелок по форме. Прямой, вогнутый, выпуклый.
11. Завиток и противозавиток. Указывается наличие характерных особенностей формы и взаимного положения.

### Волосы на голове
1. Длина. Короткие, средней длины, длинные (более 10 см для мужчин, более 30 см для женщин)
2. Форма. Прямые, волнистые, кудрявые, курчавые.
3. Густота. Густые, средней густоты, редкие.
4. Цвет. Чёрные, тёмно-русые, русые, светло-русые, каштановые, рыжие, светлые.
5. Контур линии роста. Прямая, дугообразная, извилистая, ломаная.
6. Причёска. Стрижка низкая, высокая, зачёс (назад, направо, налево), пробор (прямой, слева, справа) и пр.
7. Степень облысения и расположение залысин. Общее, на темени, на затылке, висках и пр.
8. Волосы на лице. Усы, бакенбарды, борода, их цвет, густота, фасон стрижки.

### Зубы
1. Величина. Крупные, средние, мелкие.
2. Контур. Ровный, извилистый.
3. Цвет. Белые, жёлтые, почерневшие и пр.
4. Особенности. Отсутствие, повреждения, протезы, пломбы, коронки; редкие, кривые и пр.

### Шея
1. Длина (высота). Длинная, нормальная, короткая.
2. Толщина. Тонкая, нормальная, толстая.
3. Особенности. Состояние кожи, морщины, выделяющийся кадык.

### Плечи
1. Ширина. Широкие, нормальные, узкие.
2. Наклон. Прямые (горизонтальные), покатые (опущенные), приподнятые.

### Грудь
1. Ширина. Широкая, нормальная, узкая.
2. Форма. Плоская, вогнутая, выпуклая.
3. Положение. Впалая, выступающая.

### Спина
1. Ширина. Средняя, узкая, широкая.
2. Форма. Прямая, вогнутая, выпуклая (сутулая).

### Руки
1. Общая длина и толщина. Длинные, короткие, средние; толстые, тонкие, средние.
2. Длина и ширина кисти.
3. Пальцы. Длина, толщина, особенности.

### Ноги
1. Общая длина и ширина.
2. Ступня. Длина, ширина, особенности.

### Особые приметы на теле
Для всех особых примет на коже максимально точно указывается положение на теле, форма, размер, цветовые особенности.
1. Рубцы, шрамы.
2. Родимые пятна.
3. Опухоли.
4. Татуировки.
5. Мозоли.
6. Неестественное окрашивание отдельных участков кожи.

### Функциональные признаки
1. Походка. Медленная/быстрая, легкая/тяжелая, шатающаяся, вразвалку, подпрыгивающая, вихляющая, семенящая. Хромота. Пользование тростью.
2. Жестикуляция. Указательная/изобразительная, оживлённая/сдержанная.
3. Осанка. Прямая/сутулая/сгорбленная.
4. Мимика. Маловыразительная/развитая. Щурится, моргает, дёргается щека/глаз/голова и пр.
5. Голос:
  - тембр — бас, баритон, тенор, альт, дискант, сопрано;
  - сила — сильный, средний, слабый;
  - чистота — чистый, хриплый, глухой, сиплый.
6. Манера речи. Медленная/быстрая, спокойная/возбуждённая, отрывистая, невнятная, картавит, шепелявит, глухонемой. Наличие иностранного акцента. Характерные присловья, часто повторяемые слова и выражения, склонность к англицизмам, манерность и пр.
7. Характерные моторные привычки. Стоя на месте переваливаться с пяток на носки и обратно, переступать с ноги на ногу; держать руки в карманах/по швам/за спиной, потирать руки, вертеть в руках предметы и пр.; при разговоре наклонять голову к плечу; класть ногу на ногу; грызть ногти; сплёвывать и пр.
8. На вид похож на: спортсмена, интеллигента, чиновника, отставного военного, торговца, уголовника, алкоголика, больного, бродягу, проститутку, студентку и пр.

### Особые и броские приметы
Особые и броские приметы описываются максимально подробно. Необходимо указать их расположение, направление, степень выраженности, форма, размеры, цвет и пр.
1. Особые приметы. Особенности, характерные для сравнительно небольшого числа людей. В том числе отсутствие частей тела, ампутации, шрамы, рубцы, ожоги, родинки, бородавки, родимые пятна, татуировки.
2. Броские приметы. Особенности, которые легко заметны и которые затруднительно замаскировать. Выраженное косоглазие, сильное заикание, большие родимые пятна на открытых участках тела или лице, отсутствие глаза, руки, ноги, наличие горба, резко выраженная асимметрия парных частей тела и пр.

### Дополнительные (косвенные) признаки
1. Во что одет, обут.
2. Какие вещи имеет / может иметь при себе.
3. Манера ношения одежды. Соответствие размера одежды размерам тела.
4. Носимые аксессуары. Украшения, солнцезащитные очки, трость, зонт.
5. Предпочтения в еде, напитках.
6. Особенности поведения. Скромен/распущен, болтлив/молчалив, открыт/замкнут, мягок/агрессивен, гуманен/жесток, невозмутим/вспыльчив, легко входит в доверие, смел/труслив, осторожен/склонен к авантюрам, импульсивен/тщательно продумывает действия и пр.